# 龟甲牡丹
龟甲牡丹（学名：Ariocarpus fissuratus）是一种原生于墨西哥北部和美国得克萨斯州的仙人掌。

## 特征
龟甲牡丹具有粗大的肉质根，株体单生或群生，呈垫状生长，株体因品种不同而大小悬殊，单个球体直径10厘米至15厘米，顶部扁平，被有浓厚的白色或黄白色绒毛。表皮具厚实而坚硬的三角形疣突，疣突表面上灰绿色，至褐绿色，皱裂成不规则的沟，正中间一条纵沟一直伸到疣的腋部，并具短绵毛；花顶生，钟状，粉红色，长3.5厘米至4厘米，常数朵同时开放。